# Henley Passport Index
Henley Passport Index (укр. Ге́нлей па́спорт і́ндекс) — глобальний рейтинг країн, який вимірює ступень свободи пересування світом їх громадян. Цей рейтинг був заснований у 2005 році британською консалтинговою агенцією Henley & Partners і спочатку мав назву Henley & Partners Visa Restrictions Index. Але після проведеної у січні 2018 року модернізації, він отримав теперішню назву Henley Passport Index. Зараз на його сайті представлений рейтинг 199 паспортів світу відповідно до кількості країн і територій, які їх власники можуть відвідати без візи або отримуючи її по прибуттю. Сумарна кількість країн до яких можна в’їхати таким чином, визначає рейтингову позицію конкретного паспорта, що виражається в балах. Завдяки співпраці з Міжнародною асоціацією повітряного транспорту (IATA) і ґрунтуючись на даних з їх глобальної бази Timatic, фахівці Henley & Partners аналізують та публікують візову політику всього світу від 2006 року.
Наразі оновлення рейтингу Henley Passport Index відбувається щоквартально (до 2018 року - щорічно).

## Визначення індексу
Методика Henley Passport Index полягає у визначенні індексу паспорта за загальною кількістю територій, які може відвідати його власник без візи або за спрощеною процедурою (детальні умови наведені нижче). До уваги беруться лише ті країни й території, які є в базі IATA. Різниця між загальною кількістю паспортів і кількістю пунктів призначення обумовлена тим, що не всі території видають власні паспорти.

## Методика
Щоб визначити «силу» паспорта, використовується наступна методика: 
1. Паспорт кожної зі 199 країн перевіряється на можливість вільного відвідування його власником 227 держав і територій світу відповідно до інформації з бази Timatic, яка створена Міжнародною асоціацією повітряного транспорту (IATA). 
2. Під час перевірки враховуються наступні обов'язкові умови: 
| Умова                                                                 | Роз'яснення |
| --------------------------------------------------------------------- | --- |
| Подорожуючий користується загальногромадянським закордонним паспортом | морські, службові або дипломатичні паспорти, як і інші проїзні документи, не беруться до уваги, оскільки для їх власників діють інші правила |
| Подорожуючий є повнолітньою особою                                    | деякі країни (території) для неповнолітніх осіб встановлюють окремі візові вимоги                                                            |
| Подорожуючий не має спеціальних документів для в'їзду                 | деякі країни (території) дозволяють в'їжджати без візи якщо є спеціальний дозвіл від їх уряду або офіційне запрошення                        |
| Подорожуючий в'їжджає не у складі туристичної групи                   | деякі країни (території) дозволяють в'їжджати без візи якщо мова йде про організовану туристичну групу                                       |
| Подорожуючий прямує з метою, що є відмінною від транзиту              | деякі країни (території) дозволяють в'їжджати без візи на термін від кількох годин до кількох днів, якщо метою в’їзду є транзит              |
| Подорожуючий має приватну мету візиту (туризм, бізнес-зустріч тощо)   | деякі країни (території) дозволяють в'їжджати без візи якщо метою візиту є відвідування спеціальних заходів                                  |
| Подорожуючий планує перебувати не менше трьох діб                     | деякі країни (території) дозволяють в'їжджати без візи на термін до 3 днів                                                                   |

3. При цьому допускається що: 
| Умова                                                                       | Роз'яснення |
| --------------------------------------------------------------------------- | --- |
| Подорожуючий має закордонний паспорт з достатнім терміном дії               | кожна країна (територія) має власні вимоги щодо терміну дії паспорта особи, яка до них в'їжджає                                        |
| Подорожуючий готовий заздалегідь надати про себе інформацію                 | деякі країни (території) дозволяють в'їжджати без візи, але при цьому вимагають від мандрівників попередньо надати інформацію про себе |
| Подорожуючий згодний сплатити в'їзне мито                                   | деякі країни (території) дозволяють в'їжджати без візи чи отримати її по прибуттю, але при умові оплати державного мита                |
| Подорожуючий прибуває через столичний або інший значний аеропорт            | деякі країни (території) дозволяють оформлювати візу по прибуттю, але така можливість надається лише у великих аеропортах              |
| Подорожуючий прилітає й відлітає через той самий аеропорт                   | деякі країни (території) дозволяють в'їжджати без візи, але при умові що в'їзд і виїзд відбувається через той самий аеропорт           |
| Подорожуючий пройшов усі необхідні вакцинації та має відповідні сертифікати | деякі країни (території) дозволяють в'їжджати лише за наявності щеплення від тамтешніх інфекцій                                        |
| Подорожуючий дотримується загальноприйнятих умов в’їзду                     | більшість країн (територій) для в’їзду вимагають наявність бронювання готелю, достатньо коштів для перебування та зворотній квиток     |

- Окремо передбачається що візова політика Ґренландії та Фарерських островів ідентична Данії

4. Нарахування балів:
| Потрібно заздалегідь оформлювати візу через дипломатичні установи         | 0 балів |
| Можливо оформити візу через інтернет                                      | 0 балів |
| Необхідне попереднє схвалення від компетентних органів пункту призначення | 0 балів |
| Не потрібно заздалегідь оформлювати візу                                  | 1 бал   |
| Візу можливо оформити по прибуттю                                         | 1 бал   |
| Необхідна попередня електронна авторизація (eTA) тощо                     | 1 бал   |

5. Загальний бал для конкретного паспорта дорівнює кількості країн і територій до яких його власник може в’їхати без візи або за спрощеною процедурою (наприклад, отримуючи візу по прибуттю, eTA тощо).

## Рейтинг за липень 2019 року
Станом на 2 липня 2019 року, Сінгапур з Японією посіли перше місце в рейтингу Henley Passport Index, пропонуючи своїм громадянам безвізово або отримуючи візу по прибуттю доступ до 189 країн та територій.
Паспорт Афганістану знову отримав останнє місце.

## Рейтинг за 2006–2015 роки
Європейські країни здебільшого демонструють стабільність протягом останнього десятиріччя. Наприклад Бельгія, Іспанія, Італія, Люксембург та Швеція мають ті самі рейтингові позиції, що й 10 років тому. За цей період «ТОП-10» практично не змінювався: у 2015 році до нього входило 30 країн, а десятиріччя тому їх було 26. У той час з десятки лідерів вибув Ліхтенштейн, але до неї увійшли Мальта, Словаччина, Угорщина, Чехія та Фінляндія.
За той самий період Албанія, Боснія, ОАЕ, Сербія і Тайвань піднялися більше ніж на 20 сходинок у глобальному рейтингу Henley & Partners Visa Restrictions Index, а найбільше позицій втратили Болівія (-37), Гвінея (-32), Ліберія (-33) та Сьєрра-Леоне (-35).